# Astragalus serenoi
Astragalus serenoi es una  especie de planta herbácea perteneciente a la familia de las leguminosas. Es originaria de Estados Unidos
Es una planta herbácea perennifolia que se encuentra en los Estados Unidos distribuida por California y Nevada.

## Taxonomía
Astragalus serenoi fue descrita por (Kuntze) E.Sheld. y publicado en Minnesota Botanical Studies 1(3): 130. 1894.
Etimología
Astragalus: nombre genérico derivado del griego clásico άστράγαλος y luego del Latín astrăgălus aplicado ya en la antigüedad, entre otras cosas, a algunas plantas de la familia Fabaceae, debido a la forma cúbica de sus semillas parecidas a un hueso del pie.
serenoi: epíteto otorgado en honor del botánico Sereno Watson. 
Variedad aceptada
- Astragalus serenoi var. shockleyi (M.E.Jones) Barneby

Sinonimia
- Astragalus canonis M.E.Jones
- Astragalus nudus S.Watson
- Astragalus oblatus E.Sheld.
- Astragalus serenoi var. serenoi
- Astragalus watsonianus Speg.
- Brachyphragma serenoi (Kuntze) Rydb.
- Brachyphragma shockleyi (M.E.Jones) Rydb.
- Tragacantha serenoi Kuntze[4]